# Lazee
Mawule Kwabla Kulego alias Lazee, född 22 oktober 1985 i Malmö, är en svensk hiphop-artist.

## Biografi
Lazee föddes i Sverige av föräldrar som ursprungligen kommer ifrån Ghana. Hans stora musikintresse växte fram redan i tidiga år, till stor del tack vare pappan som var discjockey. Pappan spelade främst soul, r&b och reggae. Lazee blev intresserad av hiphop först när han var 7 och skrev sitt första rim när han var 10.
Nästan hela sin tonårsperiod bodde Lazee i London. Han gick i skolan Elliott School i Putney, London. Det var då han hörde låten "Players Anthem" av Notorious B.I.G. och beskriver det som en vändpunkt i hans liv. Lazee började då att skriva låtar och köra freestylebattles mot andra elever. Lazee fortsatte att lyssna på hiphop och jobbade på sitt mixtape tills 2004 då han flyttade hem till Sverige igen för att färdigställa sitt mixtape "It is What it is". Lazee studerade också under denna period på John Bauergymnasiet i Malmö.

## Karriär och produktion
Mixtapet It is what it is släpptes 2006 med hjälp av New York-dj'n DJ Kayslay. Mixtapet gavs ut till 5000 personer. Mixtapet innehåller låtar som "Top Notch" och "Bigga Nigga" och det finns två musikvideor till låtarna. Det blev seriöst för Lazee 2007 då han flyttade till Stockholm och började jobba med producenten Ishi. Samarbetet resulterade i Lazee's debutsingel "Rock Away" på hans nya skivbolag 2Stripes och huvudskivbolaget Sony BMG och släpptes i hela Skandinavien och i stor del av Europa med många kritiker som gav den 9/10. Sedan dess har Lazee släppt flertal framgångsrika låtar såsom "Drop Bombs", "Im Not Pop", "Pusherman" och  hitsingeln "Hold On" med Neverstore, ett svenskt punk-rockband. Hold On har spelats på flera brittiska radiostationer såsom BBC Radio 1 och Kiss100 och har många gånger valts som listeners choice och har varit högt rankad på tabeller för song requests. Den 27 augusti 2008 släppte han sitt debutalbum "Setting Standards". Lazee har varit med och producerat Calling Out som är ett samarbete med BRIS. Lazee har även gjort en singel med Fred Durst, känd som frontman i rapcore-bandet Limp Bizkit.
2011 omgrupperade Lazee, startade sitt nya bolag Timeless och inledde ett samarbete med Universal Music. På Supposed To Happen samlar Lazee såväl etablerade producenter som Masse, Ishi, Mack Beats och Gameboii som tidigare okända nya talanger och rör sig mer tillbaka till ett streetigare hiphopsound än på debutalbumet.

## Diskografi

### Samplers
- 2010 Eurostreetz - Global Tactics 1.5 - The Landing

### Mixtapes
- 2006 It Is What It Is
- 2008 Back for the 1st Time
- 2009 First Class Five Stars
- 2009 First Class Five Stars Season 2
- 2011 One Way Ticket

### Album
- 2008 - Setting Standards[1]
- 2011 - Supposed To Happen

### Singlar
- 2008 - Rock Away
- 2008 - Hold On (Feat. Neverstore)
- 2008 - Im Not Pop
- 2009 - Gå Loss - Kartellen (Feat. Lazee, Adam Tensta, J-Son, Glaciuz, Eboi & Mofo The Maverick)
- 2010 - Calling Out (Feat. Apollo Drive)
- 2010 - Just Like That (Feat. Danny Saucedo)
- 2010 - Do It (Feat. Mohombi)
- 2010 - Can I Be The One (feat. Norlie & KKV)
- 2011 - TAG   (Feat.Madcon & Julimar)
- 2011 - Gotta Go

### Som gästartist
- 2011 - DNA (med Stress, Timbuktu och Vanessa Falk från albumet Playlist)
- 2012 - Get Started (med David Lindgren och Nawuel från albumet Get Started)